# 나의 사촌 레이첼 (1952년 영화)
나의 사촌 레이첼(My Cousin Rachel)은 영국에서 제작된 헨리 코스터 감독의 1952년 영화이다. 올리비아 드 하빌랜드 등이 주연으로 출연하였고 누널리 존슨 등이 제작에 참여하였다.

## 출연

### 주연
- 올리비아 드 하빌랜드
- 리차드 버튼

### 조연
- 오드리 달튼
- 로널드 스콰이어
- 조지 돌렌즈
- 존 슈튼

## 제작진
- 원작자: 대프니 듀 모리에
- 미술: 존 디커
- 미술: 라일 R. 휠러
- 의상: 도로시 지킨스
- 의상: 찰스 르 마리